# Rio Itaoca
Der Rio Itaoca, der auch Ribeirão do Pacu genannt wird, ist ein etwa 33 km langer linker Nebenfluss des Rio Ivaí im Nordwesten des brasilianischen Bundesstaats Paraná.

## Geografie

### Lage
Das Einzugsgebiet des Rio Itaoca befindet sich auf dem Terceiro Planalto Paranaense (Dritte oder Guarapuava-Hochebene von Paraná).

### Verlauf
Sein Quellgebiet liegt im Munizip Cidade Gaucha an der Grenze zu Rondon auf 455 m Meereshöhe etwa 10 km südlich des Hauptorts.
Der Fluss verläuft zunächst für etwa 6 km in nordöstlicher Richtung und wendet sich dann nach Norden. Er fließt etwa 4 km östlich an der Stadt vorbei und erreicht nach weiteren 15 km die Grenze zu Guaporema, die er für die restlichen 12 km seines Laufs bildet. Er mündet auf 246 m Höhe von links in den Rio Ivaí. Er ist etwa 33 km lang.

### Munizipien im Einzugsgebiet
Am Rio Itaoca liegen die drei Munizipien Cidade Gaucha, Rondon und Guaporema.